# Super Prestige Pernod 1959
De Super Prestige Pernod 1959 was de eerste editie van dit regelmatigheidsklassement in het wielrennen. De Super Prestige Pernod was als regelmatigheidsklassement de opvolger van de Challenge Desgrange-Colombo die in 1958 voor het laatst was georganiseerd. Deze eerste Super Prestige Pernod was erg Frans georiënteerd: de meeste buitenlandse koersen die in de Challenge Desgrange-Colombo zaten telden pas in 1960 mee voor de Super Prestige Pernod.
In deze eerste editie telden er elf wedstrijden mee. Vier daarvan (Parijs-Roubaix, Parijs-Brussel, de Ronde van Frankrijk en Parijs-Tours) hadden ook in de Challenge Desgrange-Colombo gezeten. Daarnaast telden er nog zes andere Franse wedstrijden en het wereldkampioenschap mee.
De winnaar van het klassement werd Henry Anglade. Hij had het Critérium du Dauphiné Libéré gewonnen en was tweede geworden in de Ronde van Frankrijk. In de top-tien van het klassement stonden zeven Fransen; de Belgen Noël Foré en Rik Van Looy deelden de derde plek en Tourwinnaar Federico Bahamontes eindigde als zesde. Behalve de Super Prestige Pernod werden er nog twee andere prijzen uitgereikt: de Prestige Pernod voor Franse renners en de Promotion Pernod voor Franse renners onder de 25 jaar.

## Wedstrijden
| Datum              | Koers                                   | Winnaar             |
| ------------------ | --------------------------------------- | ------------------- |
| 4–14 maart         | Parijs-Nice-Rome (1959)                 | Jean Graczyk        |
| 12 april           | Parijs-Roubaix (1959)                   | Noël Foré           |
| 19 april           | Parijs-Brussel (1959)                   | Frans Schoubben     |
| 3 mei              | GP Stan Ockers (1959)                   | René Privat         |
| 24 mei             | Bordeaux-Parijs (1959)                  | Louison Bobet       |
| 1–7 juni           | Critérium du Dauphiné Libéré (1959)     | Henry Anglade       |
| 25 juni–18 juli    | Ronde van Frankrijk (1959)              | Federico Bahamontes |
| 28 juli–5 augustus | Omloop van het Westen (1959)            | Joseph Morvan       |
| 16 augustus        | Wereldkampioenschap in Zandvoort (1959) | André Darrigade     |
| 20 september       | Grote Landenprijs (1959)                | Aldo Moser          |
| 11 oktober         | Parijs-Tours (1959)                     | Rik Van Looy        |

## Eindklassementen

### Individueel
| Plek | Renner              | Punten |
| ---- | ------------------- | ------ |
| 1    | Henri Anglade       | 165    |
| 2    | Roger Rivière       | 150    |
| 3    | Noël Foré           | 115    |
| 3    | Rik Van Looy        | 115    |
| 5    | Gérard Saint        | 105    |
| 6    | Federico Bahamontes | 100    |
| 7    | François Mahé       | 90     |
| 8    | Jacques Anquetil    | 87     |
| 9    | André Darrigade     | 82     |
| 10   | Joseph Morvan       | 80     |

- Prestige Pernod: Henry Anglade
- Promotion Pernod: Raymond Mastrotto

1959 · 1960 · 1961 · 1962 · 1963 · 1964 · 1965 · 1966 · 1967 · 1968 · 1969 · 1970 · 1971 · 1972 · 1973 · 1974 · 1975 · 1976 · 1977 · 1978 · 1979 · 1980 · 1981 · 1982 · 1983 · 1984 · 1985 · 1986 · 1987